# Quedius kamchaticus
Quedius kamchaticus (лат.) — вид коротконадкрылых жуков рода Quedius из подсемейства Staphylininae (Staphylinidae). Россия: Дальний Восток (Камчатка).

## Описание
Мелкие жуки с укороченными надкрыльями и удлиненным телом, длина менее 1 см (от 5,5 до 6,0 мм). 
От близких видов (Quedius cinctus, Quedius fusus, Quedius minor, Quedius japonicus) отличается полностью буровато-чёрными надкрыльями. Парамеры эдеагуса (латерально) не достигают вершины медианной доли. Формула лапок 5-5-5. Голова округлая, более узкая, чем переднеспинка. Передняя часть тела (голова и пронотум) блестящая. 
Вид был впервые описан в 1976 году. Включён в состав подрода Distichalius Casey, 1915 по признаку редкой пунктировки надкрылий (расстояние между точками больше их диаметра).